# Zygfryd Swaczyna
Zygfryd Swaczyna (ur. 28 sierpnia 1962 w Toszku) – polski lekkoatleta, sprinter, mistrz i reprezentant Polski.

## Kariera sportowa
Był zawodnikiem Piasta Gliwice i od 1985 Zawiszy Bydgoszcz.
Na mistrzostwach Polski seniorów na otwartym stadionie wywalczył siedem medali: złoty w sztafecie 4 x 400 m w 1988, trzy srebrne - w biegu na 100 m i 200 m w 1985 oraz w sztafecie 4 x 400 m w 1987, a także trzy brązowe - w sztafecie 4 x 400 m w 1986, w sztafecie 4 x 100 m w 1987 oraz w biegu na 200 m w 1988. W 1987 został halowym wicemistrzem Polski seniorów w biegu na 400 m, w 1982 wygrał na halowych mistrzostwach Polski seniorów finał B biegu na 200 m.
Reprezentował Polskę na mistrzostwach Europy juniorów w 1981, gdzie odpadł w półfinale biegu na 200 m, z wynikiem 21,74 oraz na zawodach Pucharu Europy w 1985, gdzie zajął 6. miejsce w sztafecie 4 x 100 m, z wynikiem 39,15 i Pucharu Europy w 1987, gdzie zajął 4. miejsce w sztafecie 4 x 100 m, z wynikiem 39,58.
Rekordy życiowe:
- 100 m – 10.50 (19.06.1985)
- 200 m – 21.10 (22.08.1985)
- 400 m – 46,63 (9.08.1986)